# Giacomo Rho
Giacomo Rho (chinois traditionnel : 羅雅谷 ; pinyin : Luo Yagu) (29 janvier 1592 - 27 avril 1638) est un jésuite italien, missionnaire à la Chine et mathématicien.

## Biographie
Né en 1592, partit en 1620 avec Nicolas Trigault, chef des missions à la Chine. Après avoir séjourné quelque temps à Goa, il vint à Macao. Les nouvelles qu’il y reçut de la persécution qui venait d’éclater en Chine contre les chrétiens l’obligèrent de s’y arrêter, et ce fut un bonheur pour cette ville, qu’il garantit en 1622 d’être surprise par les Hollandais, en apprenant aux habitants à se servir de leur artillerie, et qu’il mit ensuite à l’abri de toute tentative par de nouvelles fortifications. Ayant enfin pénétré dans l’intérieur de la Chine, le P. Rho s’appliqua sans relâche à l’étude de la langue chinoise, qu’il parvint en peu de temps à parler et à écrire aussi facilement qu’aurait pu le faire un lettré. Il arriva en 1624 à Kiang-tcheou , dans la province de Chansi, pour y prêcher l’Évangile. Sept ans après, il fut mandé à la cour pour y donner des soins à la rédaction du calendrier impérial. Il s’occupa de ce travail, en société avec le P. Adam Schall, jusqu’à l’époque de sa mort. L’empereur voulut témoigner sa satisfaction aux deux missionnaires par des dignités ; mais ils le remercièrent, et ce prince les força d’accepter une somme d’argent qu’ils employèrent à construire une église. Le P. Rho fit servir la faveur dont il jouissait au triomphe de l’Évangile. Il opéra, par ses discours et par ses ouvrages, un très-grand nombre de conversions. Mais au milieu des succès qu’obtenait son zèle, il fut atteint d’une maladie contre laquelle échoua l’art des plus habiles médecins, et il mourut le 27 avril 1638 à l’âge de 46 ans. Pendant son séjour à la Chine, il porta le nom chinois de Luo Yagu et le surnom de Weishao (味韶) ; ce sont ces noms qui sont inscrits à la tête des nombreux ouvrages qu’il a composés en langue chinoise.

## Œuvres
Outre deux lettres écrites en italien, dans lesquelles le P. Rho rend compte de sa navigation et des remarques qu’il avait faites, Milan, 1620, in-8°, on a de lui un grand nombre d’ouvrages en chinois. L. P. Kircher porte à plus de cent les ouvrages qu’il avait composés dans cette langue, les uns sur l’astronomie, les autres sur des matières de piété (voy. la China illustrata, p. 161). La Bibliothèque nationale de France en possède plusieurs ; mais Fourmont les a, pour la plupart, mal indiqués dans son catalogue, en attribuant les uns à un jésuite dont le nom est inconnu et les autres à un missionnaire franciscain. Voyez principalement les numéros CXCVI, CCXXXVII, CCLXIV. On peut consulter, pour plus de détails la Bibl. soc. Jesu du P. Sotwel et Argelati.